# 朱永𧸩
朱永（Zhu Yongjun，1929年12月15日—2024年6月8日），男，祖籍安徽泾县榔桥镇黄田，生于上海，中国核化学化工专家，中国工程院院士。他是晚清实业家朱鸿度之曾孙，经济学家黄元彬之婿。

## 生平
朱永于1947年自上海市南洋模范中学毕业后，前往北京就读于清华大学化学系。1951年毕业并留校任教。1955年调入工程物理系任教。1958年参与创建了中国高校中唯一的人工放射性物质工艺学专业，该专业于1960年归入工程化学系。1970年起他在清华大学核能技术研究所（现为核能技术设计研究院）工作，历任室主任、副所长、学术委员会主任等职。1995年当选中国工程院化工、冶金与材料工程学部院士。

## 社会兼职
朱永是中国核学会理事、中国核化工学会副理事长、国际纯粹与应用化学联合会放射化学与核技术委员会委员、国家核安全委员会委员。